# 陽稀
陽稀（はるき、1994年11月26日 - ）は、日本のアイドル･タレント･モデルである。愛知県出身。

## 人物
- イケメン女子グループTHE HOOPERSの元メンバーで、ロック系男装アイドルael-アエル-のメンバー。イメージカラーは青色。

## 来歴
2013年 - 2014年
- 2013年秋 - 2014年冬にかけて風男塾弟分オーディションが開催され約5000人の中から合格する。

- 2014年5月2日、インターネットテレビ『イケスタ』において初お披露目され、THE HOOPERS(ザ・フーパーズ)のメンバー、陽稀として活動することが発表された。

2018年
- 2月28日、THE HOOPERS公式ブログにて2月中旬より体調を崩し回復が思わしくない為しばらくの間休養する事を発表した。
- 6月24日、HMV渋谷で行われたカウントダウンイベントにて7月より復帰することが発表されていたが、同月26日にタワーレコード渋谷店で行われた9thシングル『ジュエルの鼓動が聞こえるか?』発売記念·リリースイベントにサプライズで登場し復帰を果たした。[2]
- 12月6日、SHOWROOMでの放送にてイケメン女子プロジェクト大改革を行うとしザ・フーパーズとしての活動は2019年1月25日のワンマンライブがラストになる事が発表された[3]。

2019年
- 1月25日、神田明神ホールにおいて、ザ・フーパーズラストライブ『FINAL FANTASIA〜愛の全部、For You!』が行われ、ザ・フーパーズとしての活動は終了となった。[4]

- 3月1日、芸能界唯一無二の男装アイドルプロジェクト「dreamBoat」が発足され、新ユニット『ael-アエル-』の有光陽稀として活動することが発表された。

2023年
- 12月18日、翌年2月24日に東京カルチャーカルチャーでのイベント開催を発表[5]。

2024年
- 2月29日、自身のXにて同日付でケイダッシュステージを退所したことを報告した[6]。

## 出演
- THE HOOPERS・ael-アエル-としての出演は各ページを参照

### 個人ライブ
| 2019年   | 2019年           | 2019年     | 2019年 | 2019年                 |
| 公演日   | 公演名           | 会場       | 公演数 | 備考                   |
| -------- | ---------------- | ---------- | ------ | ---------------------- |
| 09月29日 | 夜の太陽、朝の月 | 代官山LOOP | 1回    | 陽稀初めてのソロライブ |
|          |                  |            |        |                        |

### モデル
- KERA（2016年1月号 - ） - ケラ！モとしてモデルデビュー